# Anton Haus
Anton Johann Haus (Tolmein, 13 de junho de 1851 – Pola, 8 de fevereiro de 1917) foi um oficial naval austro-húngaro de ascendência eslovena que comandou a Marinha Austro-Húngara de 1913 até sua morte.

## Biografia
Haus nasceu em Tolmein, dentro de uma família modesta de origem eslovena. Ele entrou na Marinha Austro-Húngara em 1869 e passou seus primeiros anos em designações em terra, como instrutor na Academia Naval de Fiume entre 1886 e 1890 e chefe da Escola Naval de Torpedos de 1896 e 1899. Nesse período ele publicou um livro sobre meteorologia. Depois disso comandou uma corveta que fez parte da força internacional enviada para a China em 1900 a fim de suprimir o Levante dos Boxers. Ele permaneceu em Pequim até 1902, mesmo com a revolta tendo terminado no ano anterior, sendo depois promovido a vice-almirante em 1907 e participando da Segunda Conferência de Haia como representante da Áustria-Hungria.
Ele subiu pelas patentes da marinha, muito em parte por causa do patronato do arquiduque Francisco Fernando, herdeiro do trono austro-húngaro, o que compensou sua origem modesta quando a maior parte dos oficiais eram aristocratas. Foi nomeado em 1912 para o posto recém-criado de Inspetor da Marinha, enquanto no ano seguinte foi nomeado o Comandante da Marinha. Assim como seu predecessor almirante conde Rudolf Montecuccoli, Haus era a favor da expansão naval, garantindo fundos para mais construções e trabalhando para promover a cooperação naval entre os países da Tríplice Aliança.
Com o início da Primeira Guerra Mundial em julho de 1914, Haus foi pressionado pelo alto-comando austro-húngaro e pela Alemanha para levar sua frota para o Mar Adriático e Mar Mediterrâneo. Entretanto, ele recusou-se a enfrentar a Marinha Nacional Francesa por achar que seria um confronto perdido, em vez disso preferindo manter seus navios no porto com o objetivo de impedir que a Áustria-Hungria fosse invadida. Com a declaração de guerra da Itália em maio de 1915, ele enviou a maior parte de sua marinha para bombardear a costa de Ancona. Todavia, tirando essa única ação, Haus manteve suas principais embarcações no porto, preferindo travar a guerra apenas com u-boots, contratorpedeiros e cruzadores rápidos.
Haus foi promovido a grande almirante em 1916. Quando a Alemanha passou a empregar uma guerra submarina irrestrita em janeiro de 1917, ele foi, junto com o marechal conde Franz Conrad von Hötzendorf, o único alto membro do governo austro-húngaro presente em uma reunião de conselho que apoiou a tática. Haus morreu de pneumonia a bordo do couraçado SMS Viribus Unitis em fevereiro de 1917, sendo sucedido no comando da marinha pelo vice-almirante Maksimilijan Njegovan.